# By Your Side (Calvin Harris)
By Your Side è un singolo del DJ britannico Calvin Harris, pubblicato il 4 giugno 2021.

## Descrizione
Il brano vede la partecipazione del cantante britannico Tom Grennan ed è stato descritto dalla critica specializzata come un pezzo house.

## Video musicale
Il video musicale, diretto da Emil Nava, è stato reso disponibile su YouTube l'11 giugno 2021.

## Tracce
Testi e musiche di Adam Wiles, Jamie Scott, John Newman, Mike Needle, Theo Hutchcraft e Tom Grennan.
1. By Your Side (feat. Tom Grennan) – 3:09

## Successo commerciale
Nella pubblicazione dell'8 luglio 2021 By Your Side ha raggiunto la 10ª posizione della Official Singles Chart britannica con 22 844 unità di vendita, divenendo la ventisettesima top ten di Harris e la terza consecutiva di Grennan. Ha poi raggiunto il suo picco finale la settimana successiva alla 9ª posizione con altre 24 985 unità.

## Classifiche

### Classifiche settimanali
| Classifica (2021) | Posizione massima |
| ----------------- | ----------------- |
| Argentina         | 85                |
| Belgio (Fiandre)  | 23                |
| Belgio (Vallonia) | 19                |
| Canada            | 65                |
| Croazia           | 5                 |
| El Salvador       | 2                 |
| Francia           | 90                |
| Irlanda           | 8                 |
| Islanda           | 33                |
| Lituania          | 72                |
| Paesi Bassi       | 24                |
| Portogallo        | 181               |
| Regno Unito       | 9                 |
| Repubblica Ceca   | 63                |
| Romania           | 63                |
| Russia            | 20                |
| Slovacchia        | 57                |
| Stati Uniti       | 116               |
| Svezia            | 42                |
| Svizzera          | 73                |

### Classifiche di fine anno
| Classifica (2021) | Posizione |
| ----------------- | --------- |
| Belgio (Fiandre)  | 72        |
| Belgio (Vallonia) | 84        |
| Croazia           | 42        |
| Regno Unito       | 64        |
| Russia            | 116       |
| Classifica (2022) | Posizione |
| Belgio (Fiandre)  | 188       |